# Вашты (посёлок)
Вашты — посёлок в городском округе Верхняя Пышма Свердловской области. Управляется Балтымским сельским советом. Площадь поселка 2,640 кв.км.

## География
Населённый пункт расположен у южного берега озера Вашты в 11 километрах на северо-запад от административного центра округа — города Верхняя Пышма.

## История
С 1930 года на берегу озера работал дом отдыха, в 1941 году его помещения передали для военного госпиталя, а в 1942 году разместили эвакуированных детей детского комбината ЦК ВКП(б) из-под Кротово. В сентябре 1944 года здания передали под санаторий специального назначения для партийных работников. В 1950 году санаторий стал филиалом специальной больницы № 2 города Свердловска.
С 1958 года действовала Ваштымская птицеферма (затем инкубатор для выведения гусей и уток), организованная подсобным хозяйством СУГРЭС и Исетским совхозом. В дальнейшем она вошла в состав Верхнепышминского совхоза. Вокруг птицефермы и сформировался посёлок Вашты. К концу 1980-х годов предприятие и посёлок прекратили существование. В 2000-х годах территорию бывшего посёлка арендовала птицефабрика «Курико» («Среднеуральская») для экспериментального подсобного хозяйства. В дальнейшем хозяйство также прекратило работу, строения посёлка используются организацией казаков.

### Часовой пояс
Вашты как и вся Свердловская область, находится в часовой зоне МСК+2. Смещение применяемого времени относительно UTC составляет +5:00.

## Население
| 2002 | 2010 |
| ---- | ---- |
| 0    | →0   |